# 필리핀계 멕시코인
필리핀계 멕시코인은 필리핀혈통을 가진 멕시코인이나 멕시코에 거주하는 필리핀인이다. 현재 멕시코에는 필리핀인이 1,245,987명이 거주한다. 멕시코 인구의 12.7%를 차지하며, 미초아칸, 게레로, 콜리마에 주로 거주한다. 스페인어를 사용하며 주로 가톨릭교를 믿는다.

## 역사
대부분의 재필리핀 멕시코인의 조상은 스페인 제국시절에 멕시코로 이주했다. 1970년에서 2005년까지 10만명의 필리핀인들이 멕시코로 이주했다.

## 유명한 재멕시코 필리핀인
- 이시도로 몬테스 데 오카
- 프란시스코 몽고이

## 같이 보기
- 마닐라 갈레온